# (38583) 1999 XX42
(38583) 1999 XX42 est un objet de la ceinture principale d'astéroïdes extérieure découvert en 1999.

## Description
(38583) 1999 XX42 a été découvert le 7 décembre 1999 à l'observatoire Magdalena Ridge, situé dans le comté de Socorro, au Nouveau-Mexique (États-Unis), par le projet Lincoln Near-Earth Asteroid Research (LINEAR).

### Caractéristiques orbitales
L'orbite de cet astéroïde est caractérisée par un demi-grand axe de 3,20 ua, un périhélie de 2,68 ua, une excentricité de 0,16 et une inclinaison de 4,40° par rapport à l'écliptique. Du fait de ces caractéristiques, à savoir un demi-grand axe entre 3,2 et 4,6 ua, il est classé, selon la JPL Small-Body Database, comme objet de la ceinture principale d'astéroïdes extérieure.

### Caractéristiques physiques
(38583) 1999 XX42 a une magnitude absolue (H) de 14,1 et un albédo estimé à 0,071.